# 阿庫爾西·本蒂韋尼亞
阿庫爾西·本蒂韋尼亞（義大利語：Accursio Bentivegna；1996年6月21日—）是一位意大利足球運動員。在場上的位置是前鋒。他現在效力於意大利足球甲級聯賽球隊巴勒莫足球俱樂部。他也代表意大利U19國家隊參賽。